# گاکات
گاکات (به انگلیسی: Gawcott) یک روستا در بریتانیا است که در باکینگهام‌شر واقع شده‌است. گاکات ۷۷۸ نفر جمعیت دارد.